# Chiclana de la Frontera
Chiclana de la Frontera – gmina w Hiszpanii, w prowincji Kadyks, w Andaluzji, o powierzchni 205,45 km². W 2011 roku gmina liczyła 81 113 mieszkańców.

## Współpraca
- Chiclana de Segura, Hiszpania
- Úbeda, Hiszpania
- El Astillero, Hiszpania
- Béziers, Francja
- Alcácer do Sal, Portugalia